# Blake Channel
Blake Channel is een natuurlijk kanaal in de Alexanderarchipel in de Alaska Panhandle in het zuidoosten van Alaska in de Verenigde Staten.

## Geografie
Het kanaal heeft een lengte van 19,3 kilometer. Het scheidt het Wrangell Island in het westen van het vasteland van Alaska in het oosten. In het noorden sluit het kanaal aan op de Eastern Passage en in het zuiden op het Bradfield Canal.
Aan het noordelijk uiteinde van het kanaal liggen The Narrows die de verbinding vormen met de Eastern Passage.
Het waterlichaam ligt in de mariene ecoregio Noord-Amerikaans Pacifisch Fjordland.

## Geschiedenis
Het werd voor het eerst doorkruist en in kaart gebracht in 1793 door James Johnstone, een van de officieren van George Vancouver tijdens zijn expeditie van 1791-1995.